# Moshav
 (mai 2023).
Si vous disposez d'ouvrages ou d'articles de référence ou si vous connaissez des sites web de qualité traitant du thème abordé ici, merci de compléter l'article en donnant les références utiles à sa vérifiabilité et en les liant à la section « Notes et références ».

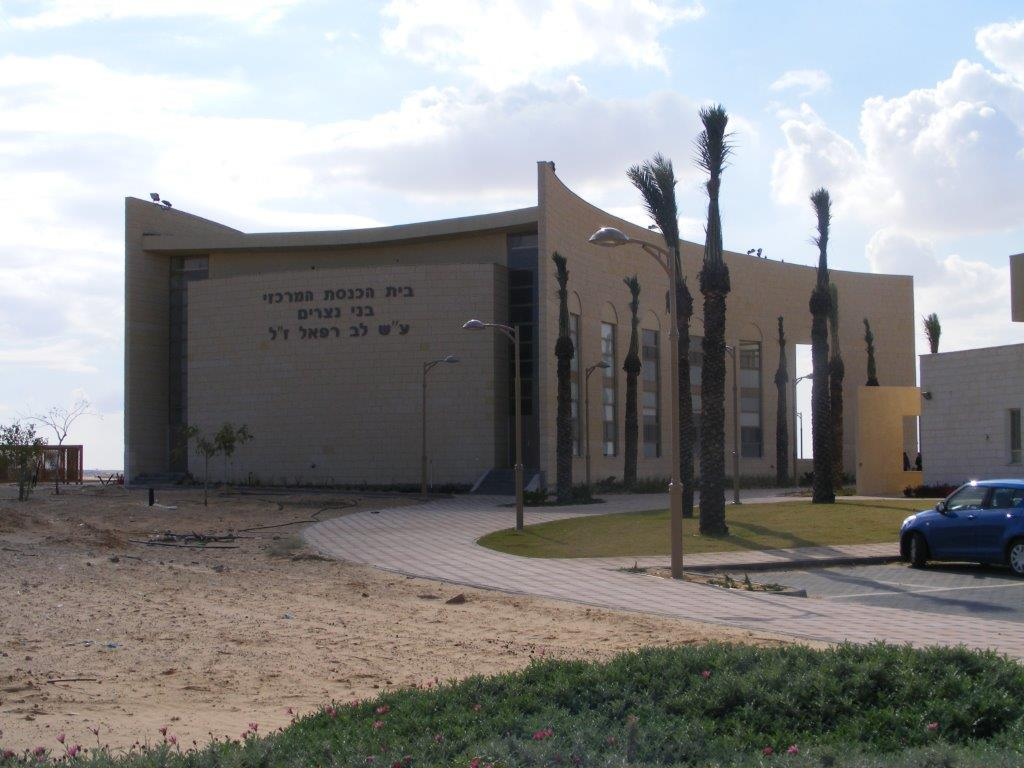
La synagogue de Bnei Netzarim, un moshav situé dans l'ouest du Néguev.

Un moshav ou mochav (en hébreu : מושב ; au pluriel, moshavim, signifiant : « installation, village », ou encore « demeure, habitation, séjour ») est un type de communauté agricole coopérative israélienne d'inspiration socialiste associant plusieurs fermes individuelles.

## Histoire
Les moshavs ont été originellement développés par les partis socialistes sionistes (Poale zion et Ha'poel Hatzaïr, puis Mapaï) à partir de la deuxième vague d'immigration juive sioniste vers la Palestine ottomane, au début du XXe siècle. Ils ont connu un développement important au cours des alyah suivantes, tout au long du XXe siècle. Certaines colonies israéliennes créées dans les années 1970 et 1980 dans les territoires occupés après la guerre des Six Jours de 1967 l'ont été sous forme de mochav.
Preuve de son succès, le moshav a été utilisé par d'autres courants politiques sionistes, extérieurs au courant socialiste. On trouve ainsi des moshavs issus du courant sioniste religieux.

## Définition et fonctionnement
Les moshavs sont des villages couplés avec une « coopérative à fonctions multiples » (Willner, 1969). Alors qu'une coopérative classique se concentre souvent sur une seule fonction (production de biens, protection sociale, ventes de marchandises à prix réduits, mise à disposition de matériel agricole, etc.), un moshav regroupe toutes ces fonctions au sein d'une petite municipalité de type villageoise. Tout membre du village doit aussi être normalement membre de la coopérative.
Le moshav n'est pas collectiviste, contrairement au kibboutz, où tout est fait en commun : repas, travail, etc. Le moshav organise une vie familiale classique, et une exploitation individuelle des terres agricoles, centrée sur la cellule familiale. Mais il organise aussi une coopération multiforme entre les membres du moshav, en mettant en place de nombreux services collectifs (mise à disposition de matériel agricole, commercialisation de la production du moshav, services sociaux, centres de loisirs, activités culturelles, accès au crédit). 
Certaines activités du moshav, mais pas toutes, peuvent être de nature collectiviste, comme une entreprise de commercialisation des productions agricoles. Par définition, il n'est pas possible d'y travailler de façon autonome, alors que cela est possible pour l'exploitation des terres.
Comme pour les kibboutz, la propriété de la terre est collectivement israélienne (à travers le Keren Kayemeth LeIsrael ou KKL) : l'État met à la disposition du moshav la terre que ses membres exploitent.
Chacun des membres de la communauté du moshav possède sa propre ferme et ses propriétés. Les travailleurs produisent des céréales et des biens grâce à un partage du travail et des ressources. Le profit bénéficiant ainsi à l'ensemble du groupe.
Les décisions relevant des fermes individuelles sont prises par l'exploitant. Les décisions sur le fonctionnement du village ou des organismes coopératifs qui y sont rattachés sont prises collectivement, de façon démocratique. Il existe plusieurs variantes de fonctionnement. On distingue en particulier les moshavs « classiques » des moshavs shitoufiim. Ces derniers ayant un fonctionnement plus collectif, se rapprochant des kibboutz.
Les moshavs actuels sont regroupés dans plusieurs fédérations, généralement liées aux courants idéologiques qui les ont créés : sionistes socialistes, sionistes religieux, etc. Les fédérations contrôlent elles-mêmes des entreprises coopératives mises au service des membres.

## Aujourd'hui
La tendance est à réduire le fonctionnement collectif des moshavs (en particulier les coopératives d'achats en commun), au bénéfice d'une plus grande autonomie économique et sociale des membres. Mais de nombreuses fonctions collectives sont maintenues.
En 2003, il existait 452 moshavs classiques et moshavs collectivistes, abritant environ 3 % de la population israélienne (contre 1,8 % pour les kibboutzim), et fournissant une grande partie de la production agricole d'Israël.

## Liste de moshavs
- Aderet
- Adirim
- Almagor
- Aminadav
- Amirim
- Amqa
- Ashalim
- Aviel
- Aviezer
- Avigdor
- Avihayil
- Avital
- Avivim
- Avnei Eitan
- Balfouria
- Bedolah
- Beer-Touvia
- Beit Gamliel
- Beit Hanan
- Beit Hanania
- Beit Meir
- Beït-Yéhoshoua
- Beit Yitzhak
- Beit Zayit
- Ben-Shemen
- Bitzaron
- Bourgata
- Dekel
- Dishon
- Eshtaol
- Even Menachem
- Even Sapir
- Ein Hatzeva
- Ein Yahav
- Elishama
- Gadid
- Gan HaDarom
- Gan HaShomron
- Gan Or
- Gilat
- Gimzo
- Giv'at Hen
- Givat-Shapira
- Giv'at Ye'arim
- Giv'ati
- Hagor
- Hamra
- HaOn
- Hogla
- Katif
- Kfar-Hassidim
- Kfar-Haïm
- Kfar-Hitim
- Kfar Malal
- Kfar Mordechai
- Kfar-Netter
- Kfar-Ouria
- Kfar Sirkin
- Kfar-Warburg
- Kmehin
- Komemiyut
- Maor
- Margaliot
- Matzliah
- Meron
- Mevo Modi'im
- Mishmar Hashlosha
- Morag
- Nahalal
- Nehalim
- Netaim
- Netiv HaAsara
- Netzer Hazani
- Nevatim
- Neve Ativ
- Nir Akiva
- Odem
- Ofer
- Ora
- Otzem
- Paran
- Ram-On
- Sde David
- Sde Nitzan
- Sde Uziyahu
- Sdé-Yaakov
- Shadmot Devora
- Smadar
- Talmei Yosef
- Telamim
- Tel-Adashim
- Ya'ad
- Yakhini
- Yad Rambam
- Yad Natan
- Yated
- Yesha
- Yodfat
- Yonatan
- Zar'it
- Zohar